# Eugenia Silva
 (janvier 2020).
Pour les articles homonymes, voir Silva.
Eugenia Silva, María Eugenia Silva Hernández-Mancha, née le 13 janvier 1976 à Madrid, est un mannequin espagnol.

## Biographie
Eugenia Silva est née le 13 janvier 1976 à Madrid.
Elle est licenciée en droit à l’université complutense de Madrid.

## Ses débuts
Nièce d’Antonio Hernández Mancha, Eugenia Silva grandit dans une famille de juristes et suivit ainsi des études de droit au collège universitaire Cardenal Cisneros, établissement qui dépend de l’université complutense de Madrid.

## Sa carrière
Elle publie actuellement[Quand ?] une page mensuelle dans la revue Elle où elle dévoile ses secrets de mode, de beauté et lieux.
En 2011, Eugenia est la nouvelle icône de la campagne européenne de Garnier du groupe L'Oréal
En 2006, elle fait partie des mannequins sur le tapis rouge au festival de Cannes.
En 2011, elle est pose pour l'affiche de la campagne espagnole pour les glaces Magnum.
Elle incarne Lucia Bosè dans Camilo Superstar, une série sur Camilo Sesto.

## Action philanthropique
Elle a présenté en août 2010 la Starlite Gala à Marbella, fondée par María Bravo et Sandra García-Sanjuán, les amphitryons étant Antonio Banderas et Eva Longoria.
Elle est l’ambassadrice de Fundación Plan, aux côtés d’Iker Casillas, une ONG qui travaille à l’amélioration de la vie des enfants dans 49 pays d’Afrique, d’Amérique latine et d’Asie.
Elle est également l’amphitryon aux côtés de Miguel Bosé de la Gala del Sida que se tient chaque année à Barcelone à l’occasion de la Journée mondiale du SIDA.
Elle collabore avec la Fundación Niños en alegría.
Elle est vice-présidente de l’Assemblée de Protecteurs  de Real Fundación de Toledo.

## Vie privée
Elle a eu une relation avec Pau Donés, révélée en 2009 et terminée en 2011.
Elle a deux fils, Alfonso de Bourbon (né le 1er avril 2014) et Jerónimo de Bourbon (né le 15 juin 2017)[réf. nécessaire].
Elle possède une maison à Formentera.